# Charles de Bourbon (1788-1855)
Pour les articles homonymes, voir Charles de Bourbon et Charles V.
Charles Marie Isidore Benoît de Bourbon (en espagnol : Carlos María Isidro Benito de Borbón y Borbón-Parma) également connu sous le nom de Charles V (ou Carlos V en espagnol), né le 29 mars 1788 à Aranjuez et mort le 10 mars 1855 à Trieste, est un infant d'Espagne, second fils du roi Charles IV et frère de Ferdinand VII. Il accompagne ce dernier lors de sa détention en France par l'empereur Napoléon Ier, qui les a forcé à renoncer à la couronne espagnole. Il rentre en Espagne à la chute de Napoléon, et devient le point de ralliement des ultraroyalistes lorsque l'absolutisme de Ferdinand VII leur semble faiblir.
Proclamé roi d’Espagne à la mort de son frère en 1833 par les partisans de la loi salique, en opposition à sa nièce, la jeune Isabelle II, il prend le nom de « Charles V ». Soutenu par une partie du peuple espagnol, appelés carlistes, c'est-à-dire les partisans de Carlos, il rentre en Espagne et provoque la première guerre civile pour la succession royale. Dès 1833, Charles reçoit le soutien des provinces basques, ainsi d'une grande partie de la Catalogne, mais ne parvient pas à se faire reconnaître comme souverain légitime par la totalité des provinces espagnoles, et perd la guerre.
Durant le conflit, il s’installe dans le Nord de l’Espagne et règne en tant que roi en Haute-Navarre jusqu’à la défaite finale de ses partisans, en 1839. Il se réfugie en France, où il est assigné à résidence à Bourges, à l'hôtel de Panette. Le 18 mai 1845, il renonce officiellement à ses droits au trône en faveur de son fils aîné Charles de Bourbon, et prend le titre de « comte de Molina ». De ce moment, il est appelé « roi père » (« rey padre ») par les carlistes. Ses héritiers poursuivent la cause traditionaliste, et combattent contre l’autorité royale durant deux autres guerres carlistes (de 1846 à 1849, puis de 1872 à 1876), demeurant actifs jusqu'au milieu du XXe siècle, sans jamais obtenir le trône d’Espagne.

## Jeunesse (1788-1814)

### Naissance et famille

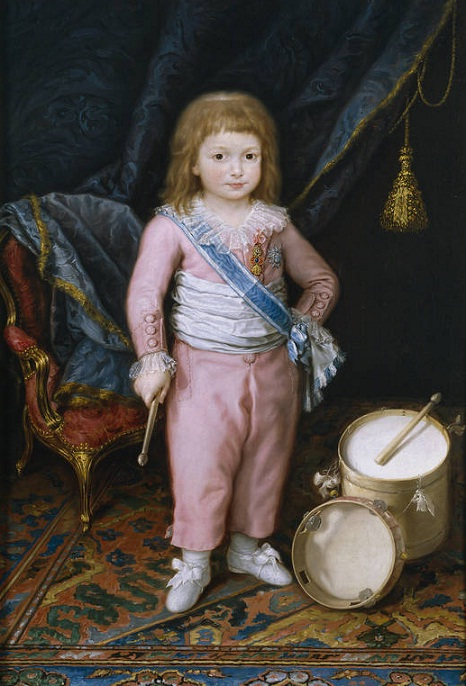
Portrait de l’infant Charles.

Fils cadet du futur roi Charles IV d'Espagne et de son épouse Marie Louise de Bourbon-Parme, Charles est né au Palais royal d'Aranjuez le 29 mars 1788 et titré infant le même jour, à la cour de son grand-père, le roi Charles III, qui s’éteint la même année.
Second fils et cinquième enfant d’une fratrie de sept enfants, Charles, second dans l’ordre de succession, reçoit la même éducation que son frère aîné, Ferdinand, prince des Asturies.
Membre de la branche royale espagnole des Bourbons, Charles est également, par sa mère, l’arrière-petit-fils du roi Louis XV de France et de la reine Marie Leszczynska, ainsi que du roi Philippe V d'Espagne, dont il est doublement le descendant, du côté maternel comme du côté paternel.

### L’infant Charles et la crise de la monarchie
L’enfance de Charles est marquée par les débuts difficiles du règne de son père, qui doit faire face à la répercussion des conséquences de la Révolution française de 1789 en Espagne, et son déroulement ultérieur, plus particulièrement la prise de pouvoir en France par Napoléon Bonaparte en novembre 1799. La crise qui menace la monarchie espagnole culmine après le complot de l'Escurial (es) de novembre 1807 et le soulèvement d'Aranjuez de mars 1808, à la suite duquel le Premier ministre Manuel Godoy perd définitivement le pouvoir, tandis que Charles IV se voit contraint d’abdiquer en faveur de son fils Ferdinand VII. Deux mois plus tard, tous deux paraphent les abdications de Bayonne, par lesquelles ils cèdent, chacun de leur côté, leurs droits à la Couronne d’Espagne à Napoléon Ier. En tant que second dans l’ordre de succession, Charles est également contraint de renoncer à ses droits sur le trône au profit de l'empereur français lors de l'entrevue de Bayonne. Ce dernier y renonce à son tour au profit de son frère Joseph Bonaparte.

### L’occupation française et le premier exil

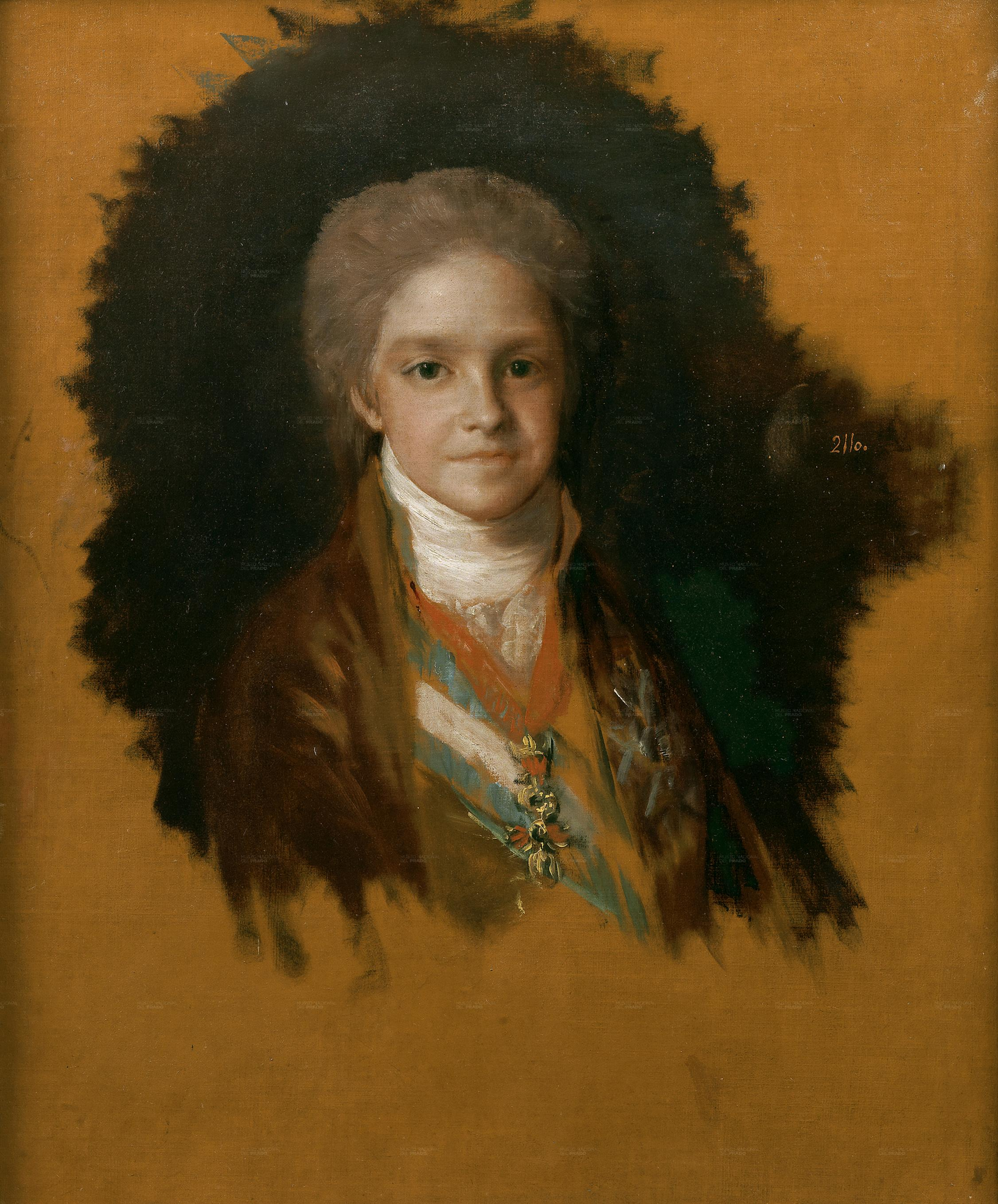
L'Infant Charles de Bourbon, portrait préparatoire réalisé en 1800 par Francisco de Goya.

Beaucoup d’Espagnols ne veulent pas reconnaître les abdications et, continuant à considérer Ferdinand VII comme leur roi, déclenchent en son nom la guerre d'indépendance espagnole, cependant que d’autres, appelés de façon dépréciative les francisés (afrancesados), appuyaient l’Espagne napoléonienne et le nouveau roi Joseph-Napoléon 1er ; ce conflit donne lieu à la première guerre civile de l’histoire contemporaine de l’Espagne.
Comme son frère, Charles est détenu au château de Valençay pendant l'occupation de l'Espagne.

## Retour en Espagne (1814-1833)

### Restauration absolutiste des Bourbons
Après la défaite de Napoléon et la restauration de Ferdinand VII sur le trône, Charles rentre à Madrid, avec le reste de sa famille, en 1814 et devient bientôt l'appui principal du parti réactionnaire, face aux partisans de la Constitution libérale espagnole, proclamée en 1812 par les Cortes de Cadix. Ferdinand VII, dont le régime absolutiste est restauré, renie ses engagements de conserver la Constitution — qui instaurait une monarchie parlementaire —, et en persécute les défenseurs.
Souhaitant paraître comme un héritier crédible, Charles épouse en septembre 1816, sa propre nièce, l'infante Françoise de Portugal, fille du roi Jean VI et sœur de la reine Marie-Isabelle.

### Règne consitutionnaliste de Ferdinand VII

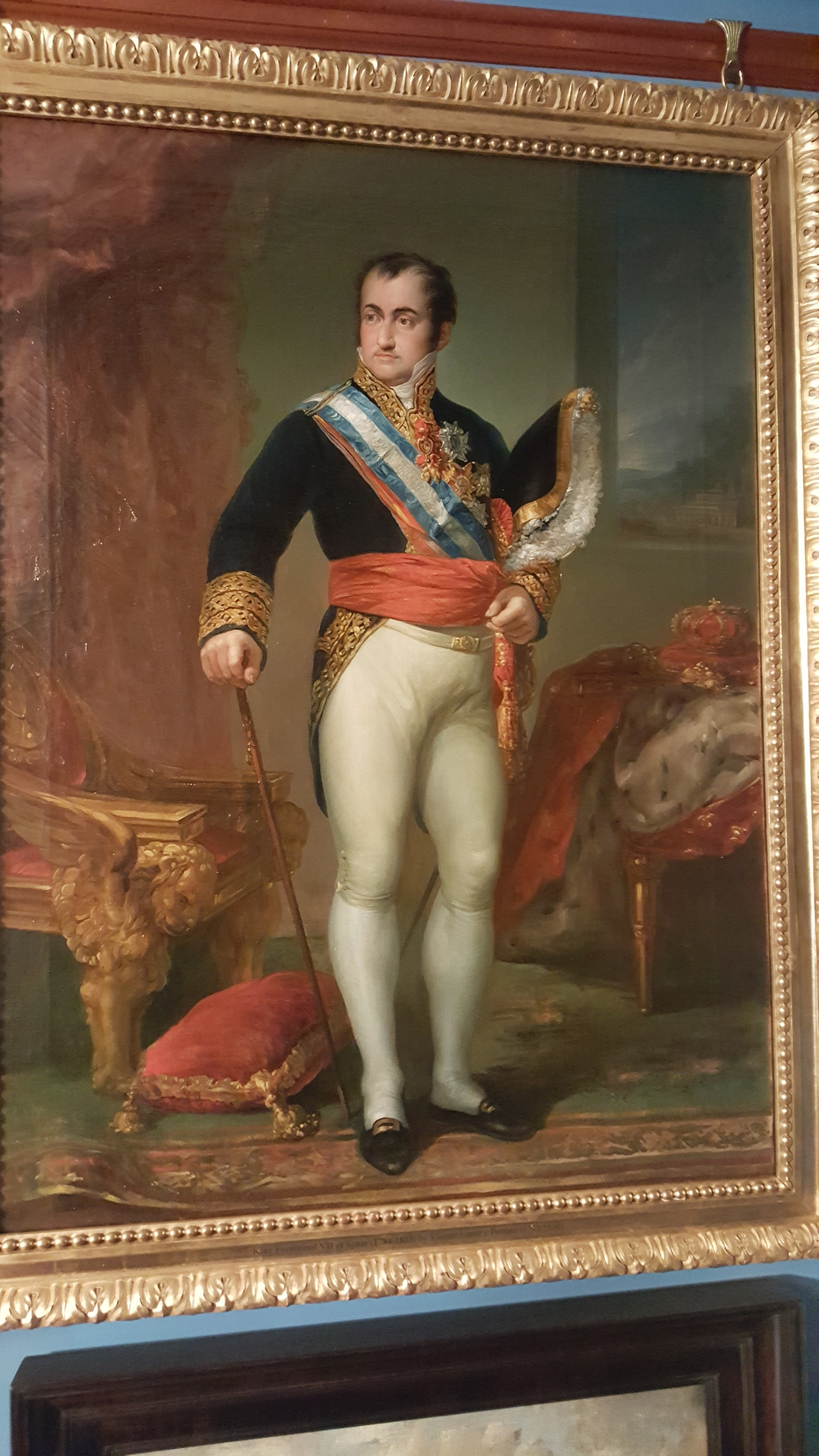
Portrait du roi Ferdinand VII, frère aîné de Charles.

Entre 1814 et 1820 ont lieu six tentatives de renversement du gouvernement, la plupart à travers des pronunciamientos, dont les cinq premiers échouent, jusqu’au succès de celui de Riego. Après le triomphe de la révolution de 1820 commencée avec le pronunciamiento de Riego le 1er janvier, Ferdinand VII promulgue le 7 mars un décret royal affirmant : « [ceci] étant la volonté du peuple, je me suis décidé à jurer la Constitution promulguée par les Cortes générales et extraordinaires en l'an 1812 »,. C’est ainsi que commence la deuxième expérience libérale en Espagne,. Ferdinand a néanmoins bien l'intention que cette expérience soit la plus courte possible : il organise la « contre-révolution » dès le 9 mars 1820, lorsqu'il jure pour la première fois sur la Constitution de 1812. À partir du printemps 1822, le soulèvement royaliste, appuyé en Espagne par un dense réseau contre-révolutionnaire, et au sommet duquel se trouvait le roi, s’étend : les royalistes parviennent à former une armée qui compte entre 25 000 et 30 000 hommes, mais le coup d'État de juillet 1822 échoue à permettre au roi de remettre en place une monarchie absolue. Le roi de France Louis XVIII, appelé à l'aide par Ferdinand VII, et son gouvernement décident d'une expédition militaire en Espagne pour soutenir l'absolutisme, avec l'accord plus ou moins explicite ou la neutralité des autres puissances de la Quintuple Alliance. Une bonne part des libéraux qui se trouvent à Cadix fuirent en Angleterre via Gibraltar. Dès que Ferdinand retrouve la liberté, il promulgue un décret dans lequel il déroge l’ensemble de la législation du Triennat libéral,,,,,,,.

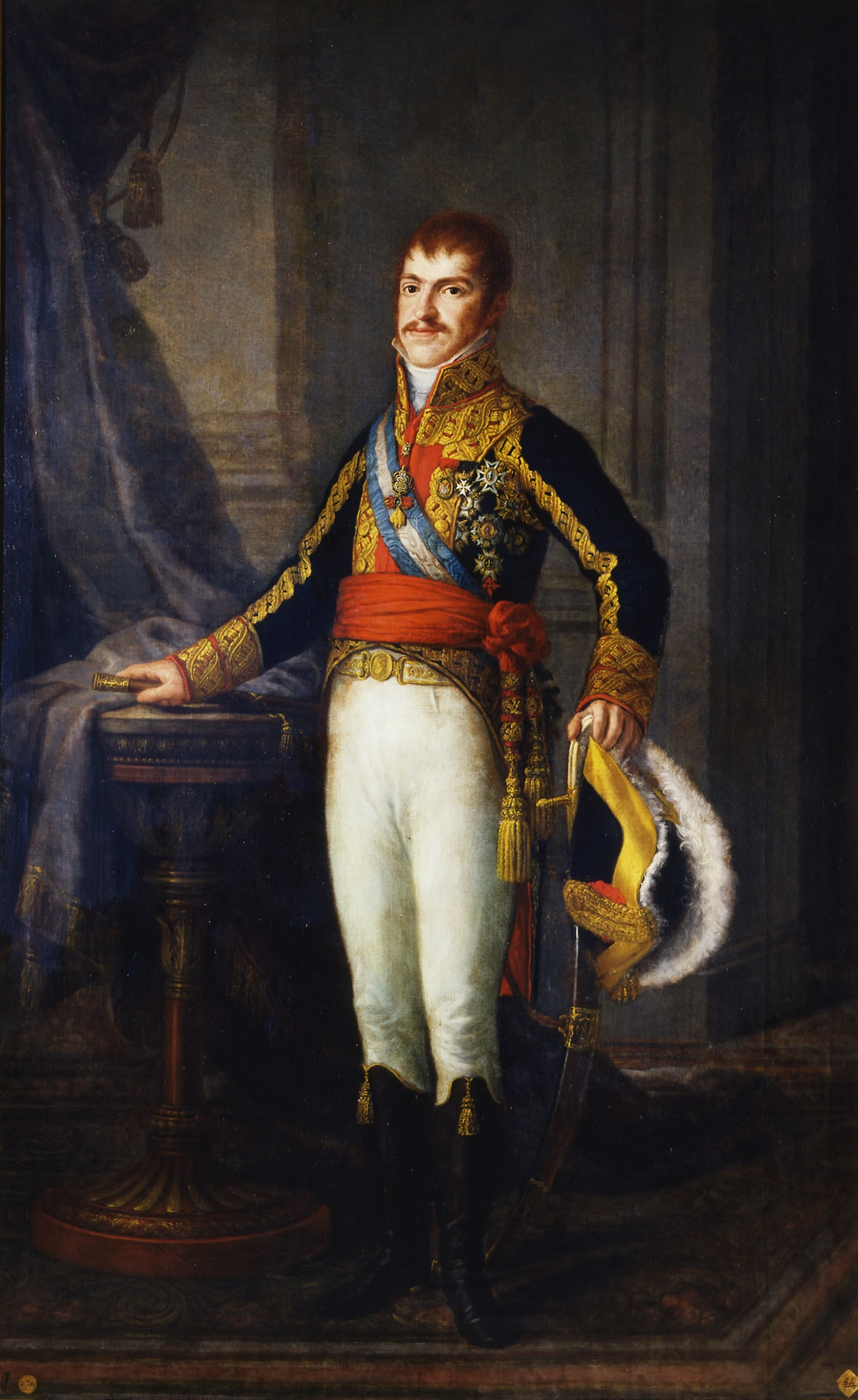
Portrait de l’infant Charles durant la Restauration.

Dès que Ferdinand VII récupère ses pouvoirs absolus le 1er octobre, à l’encontre de sa promesse de pardon et des conseils du duc d’Angoulême, il engage une répression féroce et arbitraire. Toutefois, dès qu'il est confirmé que l’Inquisition ne sera pas restaurée et qu'est approuvée en mai 1824 une amnistie envers les libéraux, et bien que cette dernière soit extrêmement limitée, les ultras commencent à s’organiser et à conspirer contre le gouvernement,, avec le ferme soutien de l’Église espagnole et des Volontaires royalistes, devenus le bras armé du royalisme ultra,. Grâce au soutien de l’infant Charles, de son épouse Marie Françoise de Bragance et de sa belle-sœur la princesse de Beira, leurs chambres au palais constituent le centre du « parti apostolique ». Le 28 août, des opposants au roi forment à Manresa une Junte supérieure provisoire du gouvernement de la Principauté présidée par le colonel Agustín Saperes « Caragol », qui dans un arrêté du 9 septembre insiste sur la fidélité envers le roi Ferdinand VII. Pour légitimer la rébellion, les « Malcontents » affirment que leur objectif est de « soutenir la souveraineté de notre roi aimé Fernando » qu'ils disent « séquestré » par le gouvernement. Mais il leur arrive également d'exalter « Charles V », frère du roi et héritier du trône, qui partage leur idéologie,.

### Succession contestée et début du carlisme
Le roi n'ayant pas eu d'enfant de ses trois mariages, l'infant Charles semble destiné à régner. Mais le roi épouse en quatrièmes noces sa nièce Marie-Christine des Deux-Siciles en décembre 1829, qui tombe enceinte au début de l'année suivante. S'appuyant sur un édit datant de 1789 que son père n'avait pu publier, Ferdinand VII, par la Pragmatique Sanction du 29 mars 1830, abolit la loi salique de 1713 par laquelle Philippe V, en contradiction avec la coutume espagnole, avait autrefois exclu les femmes du trône. Il appelle ainsi son enfant à naître, quel que soit son sexe, à lui succéder après son décès ; l’infant Charles se voit ainsi privé de la succession qui jusque là lui incombait, à la grande consternation de ses partisans ultra-absolutistes, déjà désignés comme « carlistes »,,. C'est bien une fille, la future Isabelle II, qui naît en octobre 1830, suivie de sa sœur Louise-Fernande en janvier 1832.
Les ultras sont pris par surprise par la publication du décret, mais ne se résignent toutefois pas à ce que la très jeune Isabelle puisse devenir la future reine ; ils tentent de profiter de l’occasion de l’aggravation de l'état de santé de Ferdinand VII — qui se trouve convalescent au palais royal de la Granja de San Ildefonso (province de Ségovie) le 16 septembre 1832 —. Son épouse la reine Marie-Christine est soumise à la pression des ministres « ultras » — le comte de La Alcudia (es) et Calomarde — et de l’ambassadeur du royaume de Naples — soutenu par l'ambassadeur autrichien —. Ces derniers lui assurent que l'armée ne l'appuiera pas dans sa régence lorsque mourra le roi. Marie-Christine assure postérieurement qu'elle chercha à éviter une guerre civile, en influençant son époux afin qu’il révoque la Pragmatique Sanction de 1830. Le 18 septembre, le roi signe son annulation,. Contre les espoirs des ultras, le roi retrouve ensuite la santé et destitue son gouvernement le 1er octobre. Le 31  décembre il annule dans un acte solennel le décret dérogatoire qui n’a pas encore été publié — le roi l’ayant signé à condition qu'il n’apparaisse pas dans le bulletin officiel La Gaceta de Madrid avant sa mort — mais que les carlistes se sont chargés de divulguer. Ainsi, la princesse Isabelle, âgée de deux ans, devient à nouveau héritière au trône,,,,.
La rupture avec les carlistes se produit à la suite de la décision prise par le gouvernement le 3 février 1833 d’expulser de la cour la princesse de Beria en raison de son implication directe dans les conspirations ultras et de l’influence qu’elle exerce sur son beau-frère Charles, l'encourageant notamment à défendre ses prétentions à la succession à l'encontre de la fille du roi,. Afin de sauver les apparences, on dit qu’elle avait été appelée auprès de son frère, le roi Michel Ier de Portugal,. Celui-ci est alors aux prises avec une situation similaire à celle que va connaître l'Espagne, à savoir la crise de succession portugaise (1826-1834).
De façon inattendue, Charles informe son frère le roi que, avec son épouse Marie Françoise de Bragance et ses enfants, il accompagne sa belle-sœur dans son voyage au Portugal. Ils quittent Madrid le 16 mars et arrivent à Lisbonne le 29. Ce faisant, Charles évite de reconnaître Isabelle en tant que princesse des Asturies et héritière du trône, titre et statut qui lui sont définitivement octroyés en juin de la même année,. Au cours des semaines suivantes, Ferdinand VII et son frère Charles échangent une abondante correspondance dans laquelle il apparait clairement que ce dernier refuse de reconnaître Isabelle, scellant la rupture définitive entre eux. Le roi finit par lui ordonner de s'installer dans les États pontificaux et de ne jamais revenir en Espagne, mettant une frégate à sa disposition ; Charles ne se soumet pas à l'ordre, donnant des excuses de tout type,. Le 20 juin 1833, les Cortès se réunissent dans l'église Saint-Jérôme-le-Royal, comme en 1789, pour le serment envers la princesse Isabelle (es), la reconnaissant officiellement comme héritière de la couronne,. Trois mois plus tard, le dimanche 29 septembre 1833, le roi Ferdinand VII meurt. La première guerre carliste commence, entre les partisans d’Isabelle et de la régente Marie-Christine d'une part, et d'autre part les « carlistes », partisans de leur oncle et beau-frère Charles,,,,.

## Guerre de succession d’Espagne (1833-1839)
Pour un article plus général, voir Première guerre carliste.

### Début des troubles et prises de position

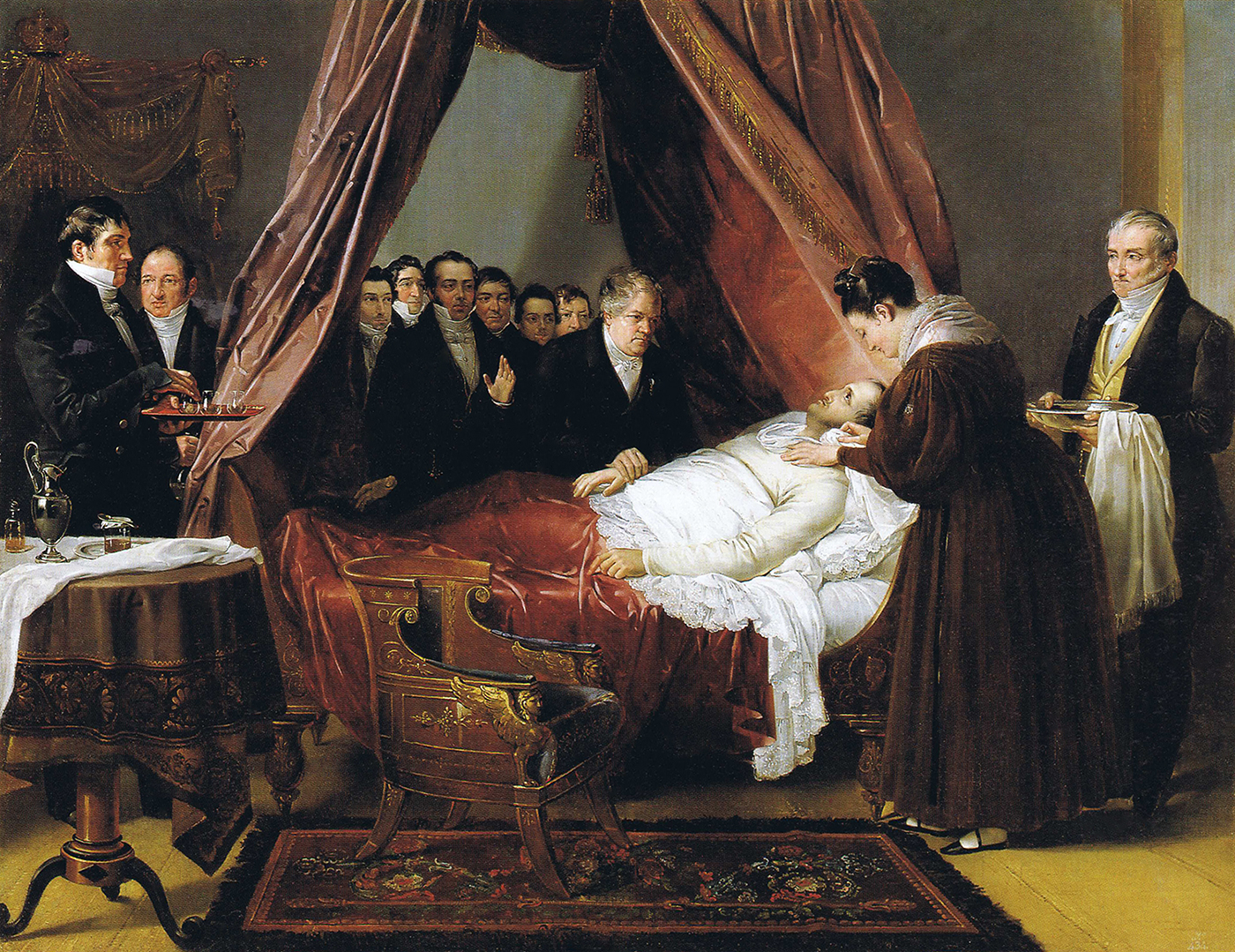
La mort du roi Ferdinand VII (1833).

Des affiches appelant « les armes carlistes » apparaissent à Bilbao ; d’autres, qualifiant Isabelle de « petite princesse étrangère » (« princesita extranjera »), et accusant son parti de vouloir imposer « les assassins constitutionnels ennemis de la religion et de l’autel » comme à Santoña. Des algarades en faveur de Charles se produisent à Madrid (avec la participation de la Garde royale, d'où était déjà parti le coup d'état de 1822). Un projet d’insurrection organisé depuis León par l'évêque Joaquín Abarca, qui fait partie des cercles de Charles de Bourbon, avorte en janvier 1833 — Abarca se réfugie au Portugal —. Des partidas realistas, qui s'étaient elles-aussi déjà soulevés en faveur de l'absolutisme, sont formées pour soutenir « Charles V ».
La noblesse absolutiste soutient Charles, plus conservateur, contre les libéraux qui prennent le parti de la régente, Marie-Christine, mère de la nouvelle reine. Selon les partisans de Charles, Ferdinand VII a promulgué « illégalement » la Pragmatique sanction de 1789 car, bien qu’elle fût approuvée par les Cortès le 30 septembre 1789, aux temps de Charles IV, elle n’était pas devenue alors effective. Selon les carlistes, l’ex-roi Charles IV a tenté de déroger la loi salique (imposée par la Pragmatique Sanction de 1713 de Philippe V) sur la base de l’approbation mentionnée, mais la disposition n'a alors pas été promulguée, si bien qu’elle n'est pas entrée en vigueur et qu’il lui manque un élément juridique fondamental pour assurer sa validité, suivant le raisonnement suivant : un accord conclu entre le roi et les Cortès ne peut être dérogé que par le roi et les Cortès.

### Avènement du«carlisme»et de «Charles V»

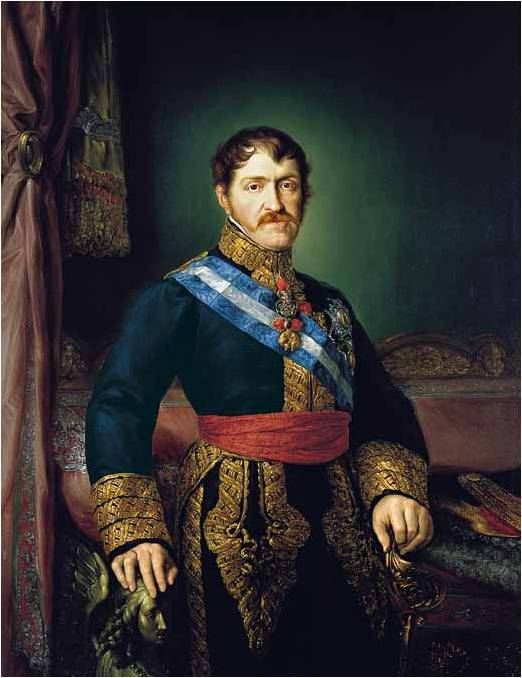
Portrait de l'infant Charles, dit Charles V.

À la mort de Ferdinand VII, Charles publie le manifeste des Abrantes le 1er octobre, dans lequel il déclare son ascension au trône sous le nom de Charles V. Le 6 octobre, le général Santos Ladrón de Cegama proclame l'infant Charles comme nouveau roi d’Espagne dans la ville de Tricio (La Rioja), date du début de la Première Guerre carliste.
Après la défaite du miguelisme et de Michel Ier lors de la guerre civile portugaise en mai 1834, Charles perd un allié. Harcelé par les troupes d'Isabelle II qui, sous le commandement du commandant général d'Estrémadure José Ramón Rodil y Campillo ont pénétré au Portugal, il embarque sur le navire de guerre britannique HMS Donegal (en), arrivant en Grande-Bretagne le 18 juin. Début juillet, il quitte l'île, traverse la France et retourne en Espagne le 9 juillet.
Il reste en Navarre et dans les provinces basques jusqu'en 1839, maintenant une cour itinérante à Oñate, Estella, Tolosa, Azpeitia et Durango. Par la suite, il accompagne son armée mais sans montrer de compétences militaires. Religieux aux mœurs simples, il est très bien accueilli par la population rurale. Tandis qu'à Madrid une régence libérale se met en place sous l'égide de la reine douairière Marie-Christine, dans les régions du Nord de l'Espagne, comme la Navarre ou la Catalogne, nombreux sont ceux qui redoutent le centralisme et l'anticléricalisme affichés par le nouveau pouvoir. C'est donc naturellement dans ces régions que Charles trouve l'essentiel de ses soutiens.

### Guerre civile et défaite des carlistes

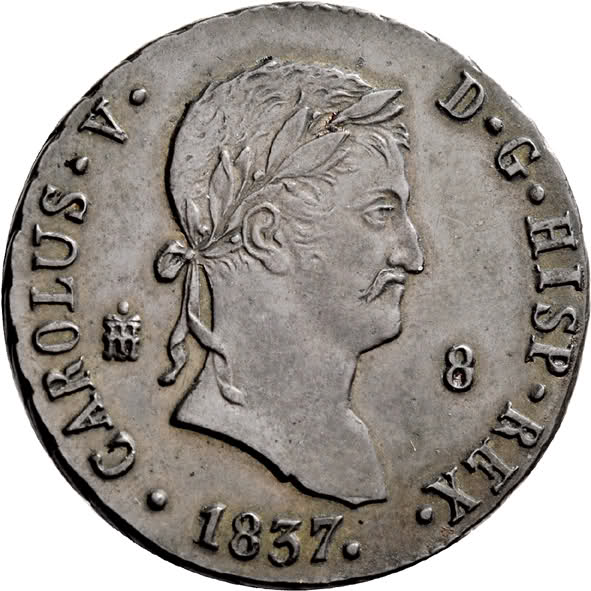
Pièce à l'effigie de Charles V.

Cette guerre civile fait sentir ses conséquences surtout dans le nord du pays, les carlistes étant particulièrement forts dans les provinces basques et en Navarre, qui défendent également leurs privilèges (fors) contre les libéraux centralisateurs. Sous la conduite du général Zumalacárregui, une armée de 13 000 carlistes remporte une suite de victoires, mais l'armée fidèle à Isabelle II établit une ligne de défense (Bilbao-Vitoria-vallée de l'Èbre) que les carlistes ne parviennent pas à briser.
Les troupes isabellistes vont alors bénéficier d'une aide extérieure : en 1834, la France, le Portugal et le Royaume-Uni signent avec le gouvernement espagnol le traité de la Quadruple-Alliance. La situation n'est plus celle de 1823 : la France vit également dans une monarchie constitutionnelle, qui vient également de s'instaurer au Portugal. Le Royaume-Uni envoie un groupe de volontaires (la Légion britannique) ; le roi Louis-Philippe cède à l'Espagne la Légion étrangère, qui combat alors en Algérie et qui arrive en Espagne en août 1835 (la Légion devient officiellement une partie de l'armée espagnole).
Au cours de l'été 1837, la position des carlistes s'épuise. Cependant, Charles, toujours considéré comme roi par de nombreux partisans, organise une expédition. À la tête d'une grande partie de ses bataillons basque, castillan et navarrais, il traverse la Catalogne et marche jusqu'aux portes de Madrid, apparemment à la suite de fausses nouvelles concernant un possible mariage entre l'un de ses fils avec Isabelle II. Ses attentes ne sont pas satisfaites ; en retraite, harcelé par Baldomero Espartero, il retourne avec ses troupes en Biscaye.
Face à la frustration causée par cette tentative infructueuse de résoudre le problème de la succession, ainsi que par son retrait désastreux, il prend des mesures drastiques sur les contrôles de son armée et de son administration. Les officiers et les civils qui l'ont servi depuis la mort de Ferdinand VII sont dépossédés de leurs commandements et offices, emprisonnés, poursuivis, voire tués. Sa cour finit par être composée de conseillers peu compétents et sans initiative ; Joaquin Abarca y Blaque en reste le plus influent en tant que chef de cabinet. Ces conseillers sont appelés « ojalateros », car on dit alors qu'ils ne cessent de se plaindre de ce qui s'est passé pendant l'expédition royale, avec des phrases qui commencent toujours par « Ojalá... » (c'est-à-dire « J'espère... »).
L'attitude pessimiste de la Cour de Charles face aux problèmes civils et militaires provoque un grand mécontentement chez ses soutiens, tant parmi la troupe que dans son encadrement. La méfiance mutuelle entre les bataillons des trois provinces basques et navarraises augmente également – refusant notamment de combattre à l'extérieur de l'étendue géographique de leurs provinces, ainsi qu'avec les bataillons castillans. En octobre 1837, après la mort de sa première femme, Charles épouse sa belle-sœur la princesse de Beira, qui l'a toujours soutenu dans ses prétentions.
En juin 1838, il nomme Rafael Maroto, commandant en chef, et le charge de la réorganisation de l'armée, bien qu'il ait été confronté à peu d'actions guerrières. En février 1839, Charles ordonne de tirer sur trois généraux, soupçonnés d'avoir organisé un complot contre lui. Maroto commence alors des négociations secrètes avec les isabellistes. La guerre prend fin avec la signature de la convention d'Ognate (ou convention de Vergara) le 29 août 1839 par laquelle les carlistes reconnaissent leur défaite. Avec ce traité, Charles perd le contrôle de ses provinces et se voit contraint de quitter l'Espagne. La résistance du chef militaire Ramón Cabrera se poursuit toutefois dans le Maestrazgo jusqu'en mai 1840. Bénéficiant du soutien des petits paysans pyrénéens et de leurs curés, le mouvement carliste reste néanmoins vivace au nord.

## Exil et fin de vie

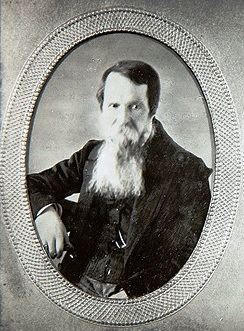
Photographie de l'infant Charles dans les dernières années de sa vie.

Le 14 septembre 1839, Charles franchit la frontière française ; le gouvernement français décide de l'installer à Bourges avec sa femme et ses enfants. Là, le 18 mai 1845, il abdique en faveur de son fils Charles de Bourbon. Après son abdication, il utilise le titre de comte de Molina. Retiré à Trieste, il y meurt le 10 mars 1855. Il est enterré avec ses descendants dans la chapelle Saint-Charles Borromée de la cathédrale Saint-Juste de la ville.

## Descendance
En 1816, il épouse sa nièce l'infante Françoise de Portugal (1800-1834), fille du roi Jean VI et sœur de la reine Marie-Isabelle d'Espagne, épouse de Ferdinand VII. En secondes noces, il s'allie en 1838 avec une autre de ses nièces, l'infante Marie-Thérèse de Portugal (1793-1874), princesse de Beira et sœur aînée de sa défunte épouse.
Trois enfants naissent du premier lit :
- Charles de Bourbon (1818-1861), « comte de Montemolin »
- Jean de Bourbon (1822-1887), « comte de Montizon »
- Ferdinand de Bourbon (1824-1861)

Ses deux premiers fils se succèdent dans la prétention carliste entre 1845 et 1868.

## Dans les arts
Dans Le Comte de Monte-Cristo, écrit à partir de 1844, le personnage principal fait courir le bruit que le comte de Montemolin, fils de Charles, est entré triomphalement en Catalogne, provoquant une chute des cours de la Bourse de Paris ; l'Europe reste alors très attentive aux mouvements des prétendants carlistes.
L'écrivain français Pierre Benoit évoque le carlisme dans son roman Pour don Carlos (1920), dont l'action se déroule quarante ans plus tôt, lors de la dernière guerre carliste. L'œuvre a par ailleurs été adaptée au cinéma sous le même titre par Musidora en 1921.